# 附城镇 (雷州市)
附城镇，是中华人民共和国广东省湛江市雷州市下辖的一个乡镇级行政单位。

## 行政区划
附城镇下辖以下地区：
城东村、城北村、山柑村、墨亭村、南渡村、麻演村、埔中村、埔西村、土角村、北营村、岚北村、岚南村、龙头村、南田村、河北村、仙来村、北家村、芙蓉村、北泮洋村、南泮洋村、南山村、韶山村、南亩村、卜扎村、高山村、山内村、赤嵌村、殿山村、英山村、徐马村、宾合村、南郡村和榜山村。